# 珠姬
珠姬（日语：／ Tamahime，1599年—1622年7月3日），德川秀忠次女，母親為正室崇源院，又有另一個名字子子姬。

## 生平
關原之戰前，有謠言說前田氏打算奪取德川家，利長為了證明清白，和德川家互相交換條件，以珠姬嫁給前田利常來交換芳春院到江戶做人質。
1601年九月，只有兩歲的珠姬從江戶城出嫁到金澤城，由德川家的重臣大久保忠鄰與青山忠成一路護送，並且讓當時的金澤藩主前田利長親自前往手取川迎接她，相當慎重。
1605年，利長將藩主之位讓給利常後隱居，並於1614年過世。此前的慶長八年（1613年），在金澤藩的珠姬嫁給利常成為其正室。利長過世後，幕府原本撥給他的養老金三萬石，就交由珠姬繼承。珠姬身為藩主利常的正室，又是將軍秀忠的女兒，為了不讓自己左右為難，因此一直竭盡所能的維持兩家的和睦關係。
珠姬從十四歲生下第一個孩子後，從此便沒有間斷似的生育，幾乎每年都生一個孩子，一共生有三子五女。直到二十三歲那年，生下第八個孩子夏姬後的第四個月，終於病逝。法名為「天德院殿乾運淳貞大姊」，葬在天德院，由其夫前田利常為她建寺廟。
珠姬一生化解了一百萬石的金澤藩無數次的危機，幫助丈夫利常，扮演幕府和藩中的橋樑，是個賢妻良母，也因此被稱為日本女性的鏡子，到至今還是受到金澤市居民的敬愛。

## 珠姬和利常的兒女
- 長女：龜鶴姬（1613年－1630年）：津山藩主森忠廣室，早逝，法名浩妙院
- 長男：光高（1615年－1645年）：第四代藩主
- 次女：媛姬（1616年－1617年）：早逝
- 次男：利次（1617年－1674年）：富山藩初代藩主
- 三男：利治（1618年－1660年）：大聖寺藩初代藩主
- 三女：滿姬（1619年－1698年）：廣島藩主淺野光晟室，法名自昌院
- 四女：富姬（1621年－1662年）：八條宮智忠親王妃，法名真照院
- 五女：夏姬（1622年－1623年）：早逝，法名蓮台院

## 外部連結
- 珠姫の寺　天徳院 （页面存档备份，存于）